# Phoneyusa elephantiasis
Phoneyusa elephantiasis é uma espécie de aranha pertencente à família Theraphosidae (tarântulas).